# 米爾肖爾斯鎮區 (伊利諾伊州懷特縣)
米爾肖爾斯鎮區（英語：Mill Shoals Township）是位於美國伊利諾伊州懷特縣的一個行政鎮區。

## 地方資料
根據2010年美國人口普查的數據，米爾肖爾斯鎮區的面積為138.00平方千米，當中陸地面積為137.90平方千米，而水域面積為0.10平方千米。當地共有人口656人，而人口密度為每平方千米4.75人。